# I Want a Man to Gimme Some Luck
I Want a Man to Gimme Some Luck – singel amerykańskiej piosenkarki jazzowej Inez Jones, wydany w 1952 przez wytwórnię RCA Victor.
Podczas sesji nagraniowej 17 lipca 1952 w Radio Recorders Studio w Los Angeles Inez Jones nagrała kilka utworów, które
RCA Victor wydała na 10-calowych płytach szybkoobrotowych (78 obr./min.). Jedną z tych płyt był singel z utworami "I Want a Man to Gimme Some Luck" (A) i "Proud of You" (B). Piosenkarce towarzyszyli w studiu muzycy znani ze sceny West Coast jazzu.

## Muzycy
- Inez Jones – śpiew
- Howard Biggs – fortepian
- Red Callender – kontrabas
- Chico Hamilton – perkusja (zapisany został jako Foreststorn Hamilton)

## Lista utworów
1. "I Want a Man to Gimme Some Luck" (Billy Collins) – 2:32
2. "Proud of You" (William J. Tennyson) – 2:10